# North Richland Hills
North Richland Hills é uma cidade localizada no estado norte-americano do Texas, no Condado de Tarrant.

## Demografia
Segundo o censo norte-americano de 2000, a sua população era de 55.635 habitantes.
Em 2006, foi estimada uma população de 62.306, um aumento de 6671 (12.0%).

## Geografia
De acordo com o United States Census Bureau tem uma área de 47,3 km², dos quais 47,2 km² cobertos por terra e 0,1 km² cobertos por água.

## Localidades na vizinhança
O diagrama seguinte representa as localidades num raio de 8 km ao redor de North Richland Hills.